# Taisen Puzzle-Dama
Taisen Puzzle-Dama (対戦ぱずるだま Taisen Pazuru-Dama?, lit. "La Guerra del Puzzle") es un videojuego de puzle de Konami publicado como arcade en julio de 1994 solo en Japón. Es el primer título de la serie de puzles Taisen Puzzle-Dama. También fue lanzado en Europa como Crazy Cross

## Legado
- En Jikkyō Oshaberi Parodius: El juego fue parodiado de la escena 7, Penkuro, John Wan Jiro y Shogun aparecen como Boss Rush.
- En el juego interactivo TwinBee PARADISE in Donburishima: Penkuro y John Wan Jiro aparecen como cameo en el Wai Wai Arcade.
- En el juego de nonograma Pixel Puzzle Collection: Todos esos personajes clásicos de Konami, reaparecen como fotos, incluyendo a Penkuro, Makorin, y Shogun de Taisen Puzzle-Dama.